# عبد الرحمن أياس
عبد الرحمن أياس (22 فبراير/شباط 1968) هو باحث وكاتب في السياسة والعلوم وصحافي ومترجم لبناني، وُلِد في بيروت، تلقى علومه الابتدائية في مدارس جمعية المقاصد الخيرية الإسلامية وعلومه المتوسطة والثانوية في المدرسة المعمدانية وعلومه الجامعية في الجامعة الأميركية في بيروت. عمل في صحف ومجلات كثيرة، ناطقة بالعربية والإنجليزية، من بينها مونداي مورننغ وميدل إيست ريبورتر وذا ديلي ستار والنقاد والمدن والحياة، يرأس قسم الاقتصاد في جريدة الحياة منذ 2010، وكان التحق بالصحيفة كاتباً اقتصادياً في 2005. 

## عضوية وجوائز
- عضو في نقابة محرري الصحافة اللبنانية.
- حائز على درع وزارة الثقافة اللبنانية.

## مؤلفاته وترجماته
- البندقية وغصن الزيتون: جذور العنف في الشرق الاوسط، للصحافي البريطاني ديفيد هيرست الذي يروي قصة القضية الفلسطينية.
- التسعينيات الهادرة للاقتصادي الأميركي جوزيف ستيجلز الذي يروي قصة الازدهار القصير العمر في الولايات المتحدة خلال النصف الثاني من التسعينيات.[3]
- معالم وأحداث غير مكشوفة في البرنامج النووي الوطني العراقي 1981-1991 لعماد خدوري وظافر سلبي وزهير الجلبي الذي يروي قصة المشروع النووي العراقي.
- من الدردنيل إلى فلسطين للضابط الأرمني في الجيش العثماني سركيس طوروسيان الذي يروي تفاصيل من الحرب العالمية الأولى.
- التقشف: تاريخ فكرة خطرة، للاقتصادي البريطاني مارك بليث الذي يروي قصة الأزمة المالية 2007-2008.
- رياضات المخاطرة.
- طائرات بدون طيار.